# Q2スタジアム
Q2スタジアム（Q2 Stadium）は、アメリカのテキサス州オースティン北部にあるサッカー専用スタジアム。メジャーリーグサッカーのオースティンFCのホームスタジアムである。こけら落としは女子サッカーアメリカvsナイジェリアの親善試合。地元のオンラインバンキングプロバイダーであるQ2ホールディングスと命名権契約を締結した。